# Procedimientos del Congreso de los Estados Unidos

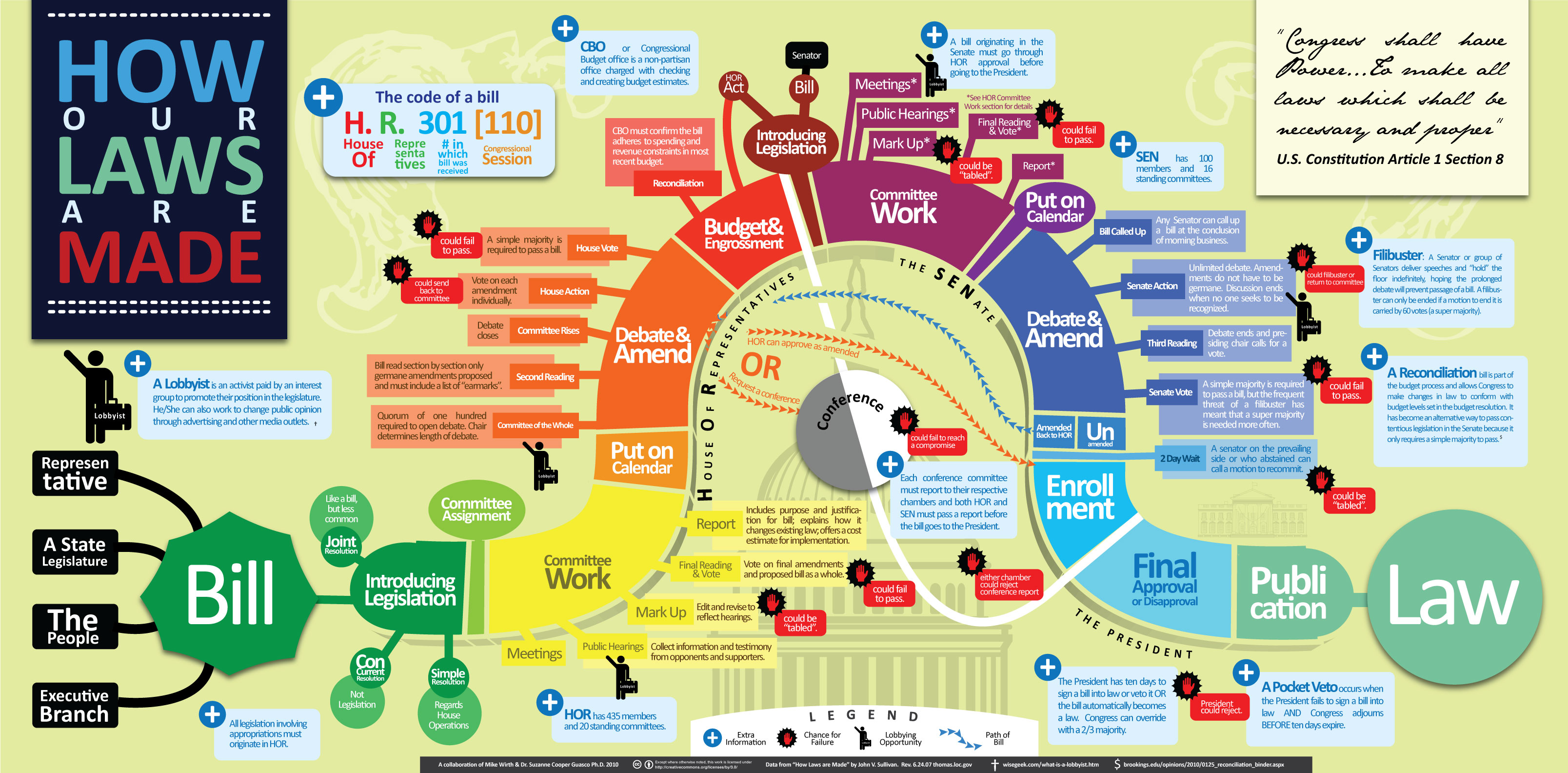
Representación esquemática del procedimiento legislativo del Congreso de los EE. UU.

Los procedimientos del Congreso de los Estados Unidos son formas establecidas de hacer los procedimientos legislativos. El Congreso tiene términos de dos años con una sesión cada año. Existen reglas y procedimientos, a menudo complejos, que guían cómo convierte las ideas para legislación en leyes.

## Sesiones

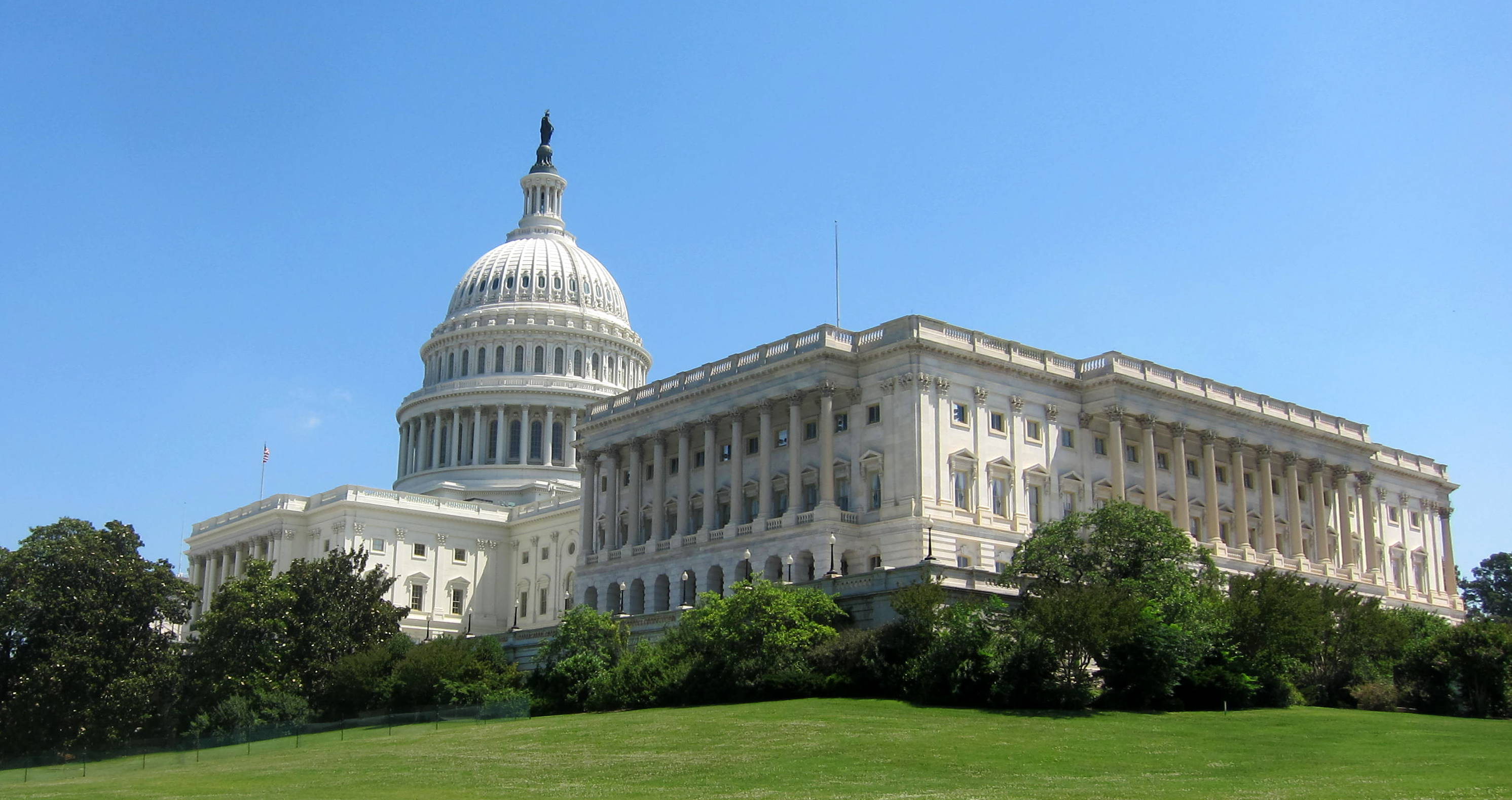
La esquina suroeste del Capitolio de los Estados Unidos en Washington. La Constitución prohíbe que el Congreso se reúna en otro lugar.

Un término del Congreso se divide en dos "sesiones", una para cada año; En ocasiones, el Congreso también ha sido convocado a una sesión extra (o especial) (la Constitución exige que el Congreso se reúna al menos una vez al año). Una nueva sesión comienza el 3 de enero (u otra fecha, si el Congreso así lo decide) cada año. Antes de la Vigésima Enmienda, el Congreso se reunía desde el primer lunes de diciembre hasta abril o mayo en la primera sesión de su mandato (la "larga sesión"); y de diciembre a marzo 4 en la segunda "sesión corta". (El nuevo Congreso se reuniría durante algunos días, para la inauguración, para juramentación de nuevos miembros y organización).
La Constitución prohíbe que cualquiera de las Cámaras se reúna en cualquier lugar fuera de la capital, o que suspenda durante más de tres días, sin el consentimiento de la otra Cámara. La disposición tenía la intención de evitar que una cámara frustre los negocios legislativos simplemente negándose a reunirse. Para evitar obtener el consentimiento durante largos recesos, la Cámara de Representantes o el Senado a veces pueden celebrar reuniones Pro forma, a veces solo minutos, cada tres días. Se requiere el consentimiento de ambos cuerpos para el aplazamiento final del Congreso, o aplazamiento Sine die, al final de cada sesión del Congreso. Si las dos cámaras no pueden acordar una fecha, la Constitución permite que el presidente resuelva la disputa.

## Sesiones conjuntas

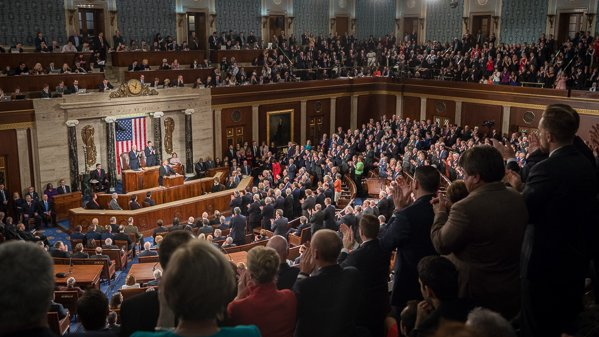
El discurso del Estado de la Unión de Donald Trump a la sesión conjunta del Congreso.

Las sesiones conjuntas del Congreso de los Estados Unidos tienen lugar en ocasiones especiales que requieren una resolución concurrente tanto de la Cámara como del Senado. Estas sesiones incluyen el conteo de votos electorales después de una elección presidencial y el discurso del Estado de la Unión del Presidente. Otras reuniones tanto de la Cámara de Representantes como del Senado se denominan Reuniones Conjuntas del Congreso, celebradas después de acuerdos de consentimiento unánime para el receso y la reunión. Las reuniones del Congreso para Inauguraciones Presidenciales también pueden ser sesiones conjuntas, si tanto la Cámara como el Senado están en sesión en ese momento, de lo contrario, son reuniones formales conjuntas.
En algún momento durante los dos primeros meses de cada sesión, el presidente suele pronunciar el discurso del Estado de la Unión, un discurso en el que evalúa la situación de los Estados Unidos y describe sus propuestas legislativas para la sesión del Congreso. El discurso está inspirado en el Discurso del Trono dado por el monarca británico, y está ordenado por la Constitución de los Estados Unidos, aunque no necesariamente se requiere que se entregue cada año o de la manera acostumbrada. Thomas Jefferson suspendió la práctica original de pronunciar el discurso en persona ante ambas cámaras del Congreso, considerándolo demasiado monárquico. En cambio, Jefferson y sus sucesores enviaron un mensaje escrito al Congreso cada año. En 1913, el presidente Woodrow Wilson restableció la práctica de asistir personalmente para pronunciar el discurso; pocos presidentes se han desviado de esta costumbre desde entonces.
Las Sesiones Conjuntas y las Reuniones Conjuntas son tradicionalmente presididas por el presidente de la Cámara excepto por la sesión conjunta para contar los votos electorales para el Presidente, cuando la Constitución requiere que presida el Presidente del Senado (el Vicepresidente de los Estados Unidos).

## Proyectos de ley y resoluciones

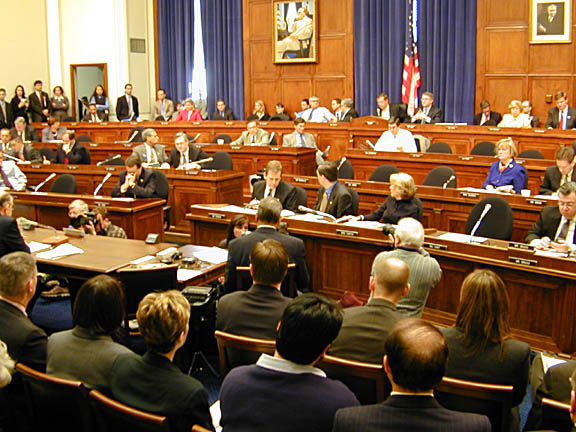
Los miembros del comité de Servicios Financieros de la Cámara de Representantes se sientan en las gradas de las sillas elevadas, mientras que los miembros de la audiencia y los testigos se sientan a continuación.

Las ideas para la legislación pueden provenir de muchas áreas, incluidos miembros, lobbistas, legislaturas estatales, constituyentes, asesores legislativos, una agencia ejecutiva como el presidente o un funcionario del gabinete o agencia ejecutiva, y el siguiente paso habitual es que la propuesta se transmita a un comité para revisión. A proposal has usually one of four principal forms: the bill, the joint resolution, the concurrent resolution, and the simple resolution. Una propuesta generalmente tiene una de las cuatro formas principales: el proyecto de ley, la resolución conjunta, la resolución concurrente y la resolución simple.
- Los proyectos de ley son leyes en etapa de propuesta. Un proyecto de ley originado en la Cámara de Representantes comienza con las letras "H.R." para "House of Representatives" ejemplo, y "S" para el Senado, seguido por un número mantenido a medida que avanza.[3] Se presenta al presidente después de que ambas cámaras lo aprueben.[3]
- Resoluciones conjuntas: Hay poca diferencia práctica entre un proyecto de ley y una resolución conjunta, ya que ambos se tratan de manera similar; una resolución conjunta que se origina en la Cámara de Representantes, por ejemplo, comienza con "H.J.Res" (House Joint Resolution) ejemplo, y el Senado Comienza "S.J.Res" ejemplo. seguido de su número.[3]
- Las  Resoluciones concurrentes afectan solo a la Cámara y al Senado, y en consecuencia no se presentan al presidente para su aprobación más adelante. En la cámara, comienza con "H.Con.Res".[3]
- Las resoluciones simples se refieren solo a la Cámara o solo al Senado y comienzan con "H.Res".[3]

Cualquier miembro del Congreso puede presentar un proyecto de ley en cualquier momento mientras la Cámara está en sesión, colocándolo en la tolva en el escritorio del Secretario. Se requiere la firma de un patrocinador, y puede haber muchos copatrocinadores. El secretario le ha asignado un número. Luego es referido a un comité. Los comités estudian cada proyecto de ley intensamente en esta etapa.
La comunicación ejecutiva más importante suele ser el mensaje anual del presidente, que contiene una propuesta presupuestaria larga.  Redactar estatutos es un arte que requiere "gran habilidad, conocimiento y experiencia". Los comités del congreso a veces redactan proyectos de ley después de los estudios y las audiencias que cubren períodos de un año o más. Una propuesta puede ser presentada en el Congreso como un proyecto de ley, una resolución conjunta, una resolución concurrente o una resolución simple. La mayoría de las propuestas legislativas se presentan como proyectos de ley, pero algunas se presentan como resoluciones conjuntas. Hay poca diferencia práctica entre los dos, excepto que las resoluciones conjuntas pueden incluir preámbulos, pero los proyectos de ley no. Las resoluciones conjuntas son el método normal utilizado para proponer una enmienda constitucional o para declarar la guerra. Por otro lado, las resoluciones simultáneas (aprobadas por ambas cámaras) y las resoluciones simples (aprobadas por una sola cámara) no tienen fuerza de ley. En cambio, sirven para expresar la opinión del Congreso o para regular el procedimiento. En muchos casos, los lobbistas escriben legislación y la presentan a un miembro para su presentación. Los lobbistas del Congreso tienen la obligación legal de estar registrados en una base de datos central.